# 黄伟香
黃偉香（1960年—），廣東廣州從化人，粵劇演員及電視演員。1978年自廣東粵劇學校畢業後，加入廣東粵劇院，主要擔任彩旦、老旦等行當，參與多部粵劇演出。2008年起在電視劇《七十二家房客》中飾演「八姑」一角，獲得觀眾認識，之後持續參與舞台與電視演出，並多次參加粵劇文化活動。

## 經歷
黃偉香1960年出生於廣東省廣州市從化區流溪河林场。1970年代考入廣東粵劇學校，接受粵劇表演訓練，1978年畢業後被分配至廣東粵劇院工作，主要擔任彩旦、老旦、刀馬旦等角色。她在劇團期間參與多部粵劇折子戲演出，包括《鴛鴦淚灑莫愁湖》、《紅樓夢》、《霧鎖東宮》等作品。
2000年，黃偉香調入深圳粵劇團，2004年從劇團退休。2008年起，她參與粵語情景喜劇《七十二家房客》，在劇中飾演「八姑」一角。該角色使她被更多觀眾認識，之後多年持續參與該劇的拍攝工作。
黃偉香在演出《七十二家房客》期間，與粵劇演員彭熾權等人有多次合作。此外，她也參加過晚會、粵劇專場演出以及文化活動等，並接受過多次媒體採訪，並被描述真實性格与戲中角色反差較大。